# Barry Moore

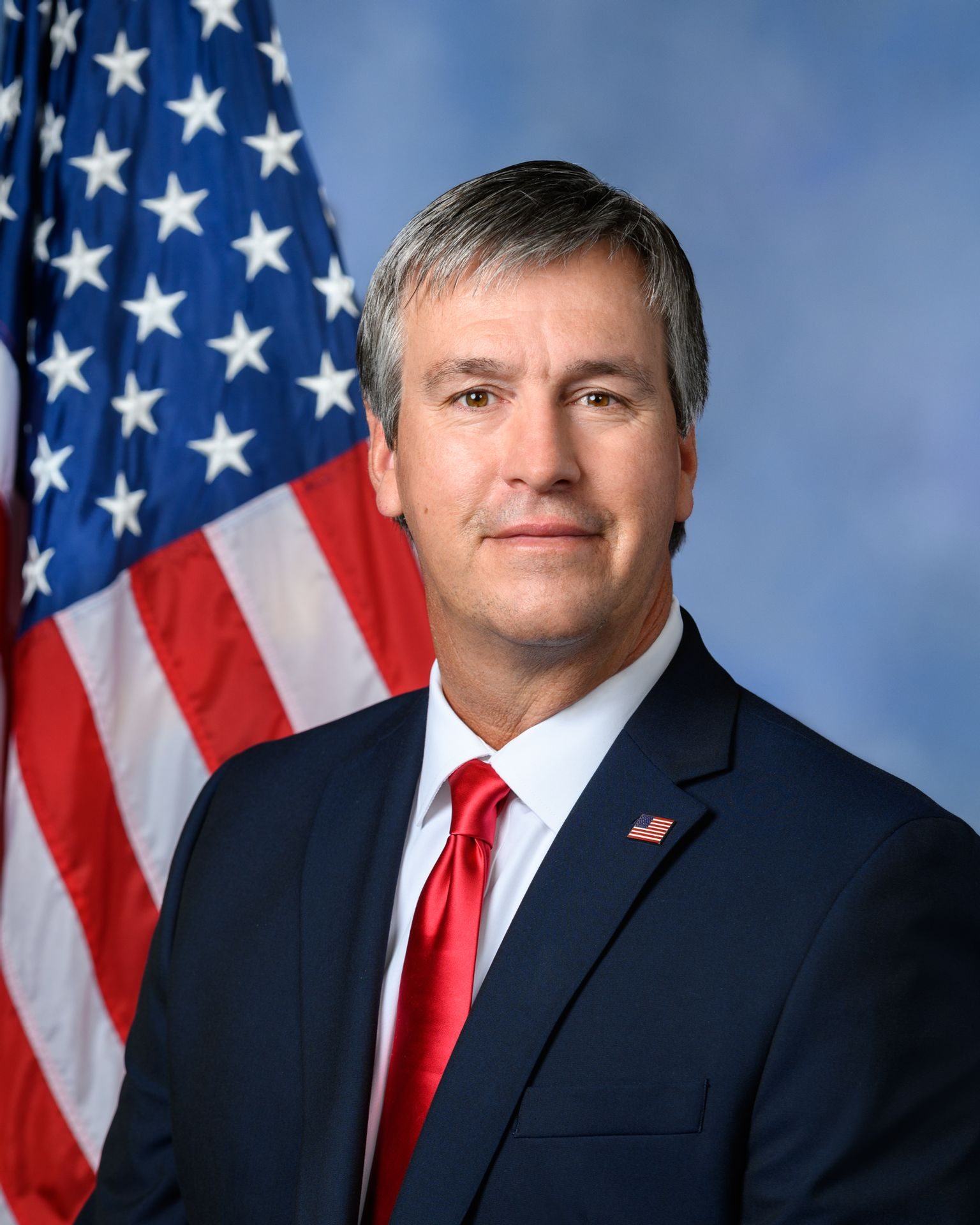
Barry Moore (2020)

Felix Barry Moore (* 26. September 1966 in Enterprise, Alabama) ist ein US-amerikanischer Politiker (Republikanische Partei). Er ist seit dem 3. Januar 2021 Abgeordneter für den Bundesstaat Alabama im Repräsentantenhaus der Vereinigten Staaten. Von 2010 bis 2018 war Moore Mitglied im Repräsentantenhaus von Alabama.

## Leben
Barry Moore wuchs auf einer Farm im Coffee County im Süden von Alabama auf. Er erlangte ein Associate Degree am Enterprise State Community College und studierte danach Agrarwissenschaften an der Auburn University, das Studium schloss er 1992 mit dem Bachelorabschluss ab. Während seiner Studienzeit war Moore als Alabama National Guard gemeldet. Er ist seit 1992 verheiratet und hat vier Kinder.
Bei den Wahlen zum Repräsentantenhaus von Alabama im Jahr 2010 setzte sich Barry Moore für den Sitz des 91. Wahlbezirkes gegen den Amtsinhaber Terry Spicer von den Demokraten durch und war somit ab dem 3. November 2010 Mitglied im Repräsentantenhaus von Alabama. 2014 wurde er für eine weitere Amtszeit bestätigt. Vor der Wahl zum Repräsentantenhaus der Vereinigten Staaten 2018 kündigte Moore seine Kandidatur an, in der parteiinternen Vorwahl erreichte er hinter Amtsinhaberin Martha Roby und dem früheren Abgeordneten Bobby Bright nur die drittmeisten Stimmen. Nach der Ankündigung Robys, zur Repräsentantenhauswahl 2020 nicht antreten zu wollen, gab Moore Anfang August 2019 seine erneute Kandidatur bekannt. Dieses Mal erhielt er in der Vorwahl die zweitmeisten Stimmen hinter Jeff Coleman, gegen den er sich in einer Stichwahl durchsetzen konnte.
Die Kongresswahl am 3. November 2020 gewann Barry Moore gegen die Kandidatin Phyllis Harvey-Hall mit 65,2 Prozent der Stimmen. Er wurde am 3. Januar 2021 in das Amt eingeschworen und löste Martha Roby ab.
Moore gehörte zu den Mitgliedern des Repräsentantenhauses, die bei der Auszählung der Wahlmännerstimmen bei der Präsidentschaftswahl 2020 für die Anfechtung des Wahlergebnis stimmten. Präsident Trump hatte wiederholt propagiert, dass es umfangreichen Wahlbetrug gegeben hätte, so dass er sich als Sieger der Wahl sah. Für diese Behauptungen wurden keinerlei glaubhafte Beweise eingebracht. Der Supreme Court wies eine entsprechende Klage mit großer Mehrheit ab, wobei sich auch alle drei von Trump nominierten Richter gegen die Klage stellten. Am 10. Januar 2021 wurde Moores Twitter-Account vorübergehend gesperrt, nachdem er die Präsidentschaftswahl in zwei Tweets als gestohlen bezeichnet hatte. Nachdem die Sperre wieder aufgehoben wurde, deaktivierte Moore seinen Twitter-Account.
Nachdem 2023 die Wahlkreise in Alabama neu zugeschnitten worden wären beschloss er zur Repräsentantenhauswahl 2024 nicht mehr im 2. Kongresswahldistrikt anzutreten, sondern seinen, dem Wirtschaftsflügel der Republikaner zugerechneten, Parteifreund Jerry Carl im 1. Kongresswahlbezirk herauszufordern. In der Vorwahl besiegte er Carl. Moore siegte dann auch im November in der Hauptwahl. Zu seinem Nachfolger in seinem alten Wahlbezirk wurde der Demokrat Shomari Figures gewählt.